# Atlantisch orkaanseizoen 1998
Het Atlantisch orkaanseizoen 1998 duurde van 1 juni 1998 tot 1 december 1998, toen de laatste storm, orkaan Nicole haar tropische kenmerken verloor. Het seizoen 1998 was een hyperactief seizoen. De zwaarste storm van het seizoen was orkaan Mitch, een orkaan van de vijfde categorie, die zeer veel schade berokkende en 18.000 mensen het leven kostte. Mitch was daarmee de op een na grootste orkaanramp ooit, na de grote orkaan van 1780, die aan 22.000 mensen het leven kostte.
Ook uniek waren de 25e en de 26e september, toen er vier tropische cyclonen tegelijk, allemaal orkanen op dat moment bestonden in de Atlantische Oceaan: Georges, Ivan, Jeanne en Karl. Dit was sinds 22 augustus 1893 niet meer voorgekomen, hoewel er op 11 september 1961 drie orkanen en één tropische storm op hetzelfde moment bestonden. Het seizoen telde 14 tropische cyclonen, die allen de status van tropische storm bereikten. Van deze 14 promoveerden er 10 tot orkaan. Drie orkanen werden majeure orkanen, van de derde categorie en hoger.

## Cyclonen

### Tropische storm Alex
Op 26 juli vertrok een goed georganiseerde, tropische onweersstoring van de Afrikaanse kust westwaarts en de volgende dag suggereerde waarnemingen afkomstig van de scheepvaart, dat het systeem een gesloten circulatie had ontwikkeld. Daarom wordt aangenomen dat tropische depressie 1 op 27 juli is ontstaan op ongeveer 550 km ten zuidzuidwesten van de archipel Kaapverdië. Tropische depressie 1 trok verder naar het westen en promoveerde op 29 juli tot tropische storm Alex. Alex trok naar het noordwesten en werd hoe langer hoe meer gehinderd door een zuidelijke stroming in de atmosfeer die door een trog van lage druk aan Alex westflank werd veroorzaakt. Op 30 juli bereikte Alex zijn hoogtepunt met windsnelheden van 85 km/uur, voordat hij onder invloed van de trog gestaag verzwakte. Op 2 augustus loste Alex op boven het westen van de Atlantische Oceaan.

### Orkaan Bonnie
Bonnie was een orkaan van het Kaapverdische type. Op 14 augustus trok een sterke trog van lage druk van de kust van Senegal en Dakar. Dit is een onderbreking in de noordoostpassaat die bij het ontwikkelen van convectie uitgroeit tot een tropische onweersstoring, alleen had deze (nog) geen convectie. Dit systeem ontwikkelde een cyclonale circulatie en trok naar het westzuidwesten onder invloed van een hogedrukgebied, die een noordelijker koers versperde. Boven relatief koud oceaanwater voor de kust van Senegal kon het systeem geen convectie ontwikkelen, maar het systeem kwam steeds zuidwestelijker en ontwikkelde meer en meer convectie. Op 19 augustus organiseerde het systeem tot tropische depressie 2. De Volgende dag werd de tropische depressie gepromoveerd tot tropische storm Bonnie, die door een hogedrukgebied dat zich van de Azoren tot Bermuda uitstrekte, op een westnoordwestelijke koers gehouden.
Op 22 augustus werd Bonnie een orkaan ten noorden van Puerto Rico. De volgende dag bereikte Bonnie haar hoogtepunt met 185 km/uur, een orkaan van de derde categorie. Doordat het hogedrukgebied verzwakte, kon Bonnie naar het noordwesten afbuigen. Ondanks dat Bonnie te kampen kreeg met koeler water en drogeluchtmassa's verzwakte zij niet tot vlak voor haar landing. Vlak voor haar landing op 27 augustus op de kust van North Carolina verzwakte zij iets tot een orkaan van de tweede categorie. Na landing verzwakte Bonnie verder tot tropische storm en draaide naar het noordoosten. Op 28 augustus werd Bonnie boven de golfstorm weer tot orkaan gepromoveerd, maar verzwakte weer snel boven kouder wordend water tot tropische storm. Ten zuidoosten van Newfoundland verloor Bonnie ten slotte haar tropische kenmerken. Bonnie eiste 3 mensenlevens, veroorzaakte $900 miljoen aan schade en liet 1.300.000 mensen, verspreid over de Amerikaanse oostkust achter zonder stroom.

### Tropische storm Charley
Tropische depressie 3 vormde zich op 21 augustus boven het westen van de Golf van Mexico, uit een gebiedje met gematigde convectie, dat het eerst op 15 augustus werd opgemerkt ten noordoosten van de Bovenwindse Eilanden (Kleine Antillen). Hoewel de depressie aanvankelijk niet goed was georganiseerd, ontwikkelde zich zodanig sterke convectie, dat zij snel in kracht toenam. Op 22 augustus werd tropische depressie 3 gepromoveerd tot tropische storm Charlie en bereikte enkele uren later zijn hoogtepunt met windsnelheden van 110 km/uur, net onder de orkaandrempel. Charlie trok verder naar het noordwesten, richting het zuiden van Texas. Dezelfde dag landde Charley in het zuiden van Texas en verzwakte boven land verder. Charley loste op 24 augustus op boven het grensplaatsje Del Río. Charley eiste 20 mensenlevens; 13 in de staat Texas en 7 in de staat Coahuila.

### Orkaan Danielle
Op 24 augustus vormde zich tropische depressie 4 op 1000 km ten westzuidwesten van Kaapverdië uit een tropische onweersstoring, die op 21 augustus van de Afrikaanse kust was vertrokken. Dezelfde dag nog werd tropische depressie 4 gepromoveerd tot tropische storm Danielle. Danielle trok naar het westnoordwesten en werd de volgende dag een orkaan met een zeer klein oog. Orkaan Danielle was op dat moment een kleine tropische cycloon met tropische stormwinden, dat wil zeggen windkracht 8 of meer over een diameter van slechts een kleine 200 km. Ten oosten van de Bovenwindse Eilanden werd Danielle een sterke tweede categorie orkaan. Danielle ondervond hinder van een zuidoostelijke stroming in de atmosfeer en moest haar energie gedeeltelijk uit dat water halen, waarover Bonnie was geraasd en ook haar energie had verkregen, en dus dat water had afgekoeld.
Aan de andere kant wist Danielle haar structuur goed te handhaven, wat gunstig voor haar was. Door deze omstandigheden fluctueerde haar intensiteit. Toen op 31 augustus Danielle langs de westflank van het hogedrukgebied, dat ook de koers van Bonnie had bepaald, naar het noorden afboog, bereikte Danielle voor de derde maal de tweede categorie. Daarna draaide Danielle naar het noordoosten bij en verzwakte boven steeds koeler wordend water. Op 4 september verloor Danielle haar tropische kenmerken ten zuidoosten van Newfoundland, maar zij was nog steeds op orkaansterkte. Als extratropische storm teisterde Danielle op 6 september de Britse Eilanden. In Cornwall moesten mensen uit hun woningen, die te dicht bij het strand lagen geëvacueerd worden. Op de Isles of Scilly werd een politiewagen door een golf in zee gespoeld.

### Orkaan Earl
Op 31 augustus vormde tropische depressie 5 zich uit een sterke tropische onweersstoring boven het zuidwesten van de Golf van Mexico, tussen Mérida en Tampico. Een paar uur later werd zij gepromoveerd tot tropische storm Earl. Earl trok naar het noorden en later naar het noordoosten. Ondanks het feit dat Earl niet goed georganiseerd was, kon Earl toch aan kracht winnen en werd op 1 september ten zuidzuidoosten van New Orleans een orkaan. Op 3 september landde Earl nabij Panama City in Florida als orkaan van de eerste categorie. Boven land verloor Earl zijn tropische kenmerken, terwijl hij verder naar het noordoosten trok. Weer boven de Atlantische Oceaan bleef Earl een extratropische cycloon, die op 8 september werd opgenomen door de extratropische Danielle. Earl eiste drie mensenlevens en veroorzaakte $79 miljoen schade, voornamelijk ten gevolge van de 2½ meter hoge vloedgolf en de zware regenval, waarmee Earl gepaard ging.

### Tropische storm Frances
Op 4 september ontstond een breed gebied van lage druk boven het westen van de Caraïbische Zee. Onder invloed van dit lagedrukgebied kwam er convectie op gang, die eerst ongeorganiseerd bleef. Op 8 september vormde zich tropische depressie 6 op 250 km ten oosten van de monding van de Río Bravo del Norte. Tropische depressie 6 trok naar het zuidzuidwesten en promoveerde op 10 september tot tropische storm Frances. Frances keerde om naar het noorden en later naar het noordnoordwesten. En kon onder gunstige omstandigheden; goede uitstoot, weinig stroming en een zeewatertemperatuur van bijna 30 °C, uitgroeien tot een sterke tropische storm met windsnelheden van 100 km/uur bij landing op 11 september ten noorden van Corpus Christi in Texas. Frances was een zeer grote storm; de diameter van het gebied met tropische stormwinden van windkracht 8 of meer was 485 km, hetgeen voor een tropische storm zeer groot is. Frances eiste ten minste één mensenleven, veroorzaakte $500 miljoen aan schade, vooral ten gevolge van overvloedige regenval en overstromingen.

### Orkaan Georges

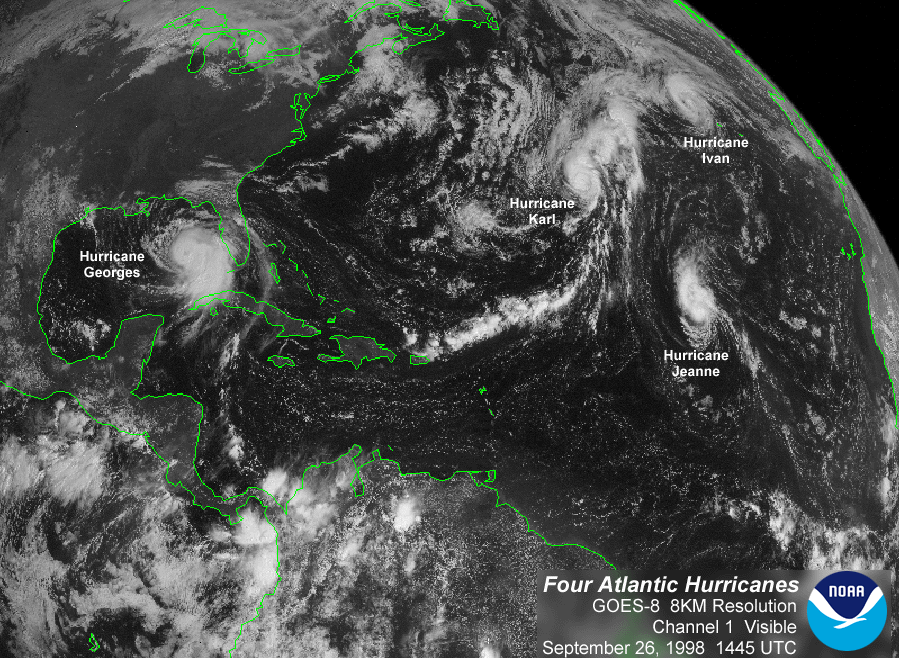
Op 25 en 26 september 1998 waren er 4 orkanen tegelijk actief: Georges, Ivan, Jeanne en Karl; dit was sinds 22 augustus 1893 niet meer voorgekomen

Orkaan Georges was een orkaan van het Kaapverdische type. Net zoals bij Bonnie ontstond tropische depressie 7 uit een golf van lage druk in de noordoostpassaat, die op 13 september van de Senegalese kust vertrok. Deze ontwikkelde boven zee convectie en werd een tropische onweersstoring, die zich op 15 september organiseerde tot tropische depressie 7 op 550 km ten zuidzuidwesten van Kaapverdië. Het volgend etmaal organiseerde de depressie zich steeds beter en ook de convectie nam toe, terwijl zij naar het westnoordwesten trok. Op 16 september promoveerde tropische depressie 7 tot tropische storm Georges en de dag daarop tot orkaan Georges en begon een duidelijk oog met bandstructuur te ontwikkelen op satellietbeelden. De omstandigheden waren ideaal: weinig tot geen stroming in de atmosfeer, warm zeewater, goede uitstoot en op 19 september bereikte Georges de vierde categorie. Op 20 september bereikte Georges zijn hoogtepunt met windsnelheden van 248 km/uur, net onder de grens van de vijfde categorie en met een druk van 937 mbar. Daarna stak onder invloed van een ontwikkelend lagedrukgebied op grote hoogte boven Cuba stroming op, die Georges verzwakte, voordat hij de Bovenwindse Eilanden bereikte.
Op 21 september landde Georges als minimale derde categorie orkaan op de eilanden Antigua en Saint Kitts. Vele andere eilanden gingen ook gebukt onder het stormveld van Georges, hoewel de orkaan daar niet landde. Georges verzwakte eerst boven de Caraïbische Zee, maar het lagedrukgebied boven Cuba, dat aan Georges trok begon te verzwakken en Georges kon weer aan kracht winnen. Dezelfde dag – 's avonds op de 21e – landde Georges als orkaan van de derde categorie op Puerto Rico. Georges zette daarna koers richting Hispaniola en landde daar op 22 september na iets in kracht toe te hebben genomen met windsnelheden tot 195 km/uur. Georges liep zich grotendeels stuk op het bergachtige gebied van Hispaniola en kon zich maar net als orkaan handhaven toen hij de Windward Passage overstak richting Cuba. Dankzij de goede uitstoot, kon hij zich als orkaan handhaven. Op 23 september landde Georges op Cuba als orkaan van de eerste categorie ten oosten van de Guantánamobaai.
Georges trok langs de Cubaanse noordkust naar het westnoordwesten. Op 24 september kwam Georges boven de Straat Florida nogmaals aan kracht winnen en bereikte de tweede categorie. Op 25 september landde Georges op Key West en trok de Golf van Mexico binnen. Op 28 september landde Georges als orkaan van de derde categorie voor de laatste keer nabij Biloxi, Mississippi. Binnen 24 uur was Georges tot een tropische depressie gedegradeerd, die naar het oosten trok en op 1 oktober oploste boven de grens van Florida en Georgia. Georges eiste 603 slachtoffers, voornamelijk op Hispaniola. De schade aan de Verenigde Staten was $5,8 miljard, op Hispaniola ongeveer anderhalf miljard dollar. Op Cuba mislukte de suikerrietoogst en werd grote schade aan koffie- en cacaoplantages toegebracht. Vele landen zijn door Georges getroffen, waar Georges niet geland is, zoals de Bahama's en de Turks- en Caicoseilanden.

### Tropische storm Hermine
Tropische depressie 8 ontstond uit een tropische onweersstoring, waarin zich boven de Straat Yucatan een lagedrukgebied vormde. Dit systeem interageerde met een lagedrukgebied op grote hoogte boven de Golf van Mexico en een andere tropische onweersstoring, zodat op 17 september tropische depressie 8 ontstond boven de golf van Mexico ten zuiden van Louisiana. Deze trok eerst naar het zuidwesten en later naar het noorden. Op 19 september promoveerde tropische depressie 8 tot tropische storm Hermine. Hermine landde de volgende dag in Cocodrie in Louisiana en loste snel op.

### Orkaan Ivan
Tropische depressie 9 ontstond nabij Kaapverdië uit een tropische onweersstoring op 19 september. Zij trok naar het noordwesten en werd in haar ontwikkeling gehinderd door stroming, veroorzaakt door een trog van lage druk in het noordwesten. Toch werd zij op 20 september gepromoveerd tot tropische storm Ivan. Op 23 augustus promoveerde Ivan tot een orkaan, net onder de dertigste breedtegraad, zeer noordelijk voor een orkaan in dat gedeelte van de Atlantische Oceaan. Ivan draaide naar het noorden bij en later naar het noordoosten en het oostnoordoosten. Op 26 september bereikte Ivan zijn hoogtepunt met windsnelheden van 148 km/uur. Daarna kwam Ivan boven kouder water en verloor zijn tropische kenmerken op 27 september. Daarmee kwam er een einde aan een periode van twee dagen dat vier orkanen tegelijk in het bassin van de Atlantische Oceaan actief waren.

### Orkaan Jeanne
Tropische depressie 10 vormde zich op 250 km ten zuidwesten van Guinee-Bissau op 21 september uit een tropische onweersstoring. Tropische depressie 10 was daarmee de op een na oostelijkst gevormde tropische cycloon voor zover bekend (sinds 1886, vanaf wanneer volgens het National Hurricane Center de waarnemingen op dit punt bij werden gehouden). Alleen de tropische depressie, die tropische storm Christine zou worden in 1973 ontstond verder naar het oosten. Tropische depressie 10 trok naar het noordwesten en promoveerde dezelfde dag tot tropische storm Jeanne. Jeanne werd op 22 september een orkaan op 215 km ten zuidwesten van Kaapverdië. Jeanne won verder aan kracht tot een orkaan van de tweede categorie met windsnelheden tot 167 km/uur. Jeanne draaide bij naar het noordwesten, noorden en noordoosten. Jeanne kreeg te kampen met een trog van lage druk op haar westflank, die een zuidelijke stroming over Jeanne veroorzaakte en haar verzwakte. Na een kortstondige opleving later, draaide Jeanne meer en meer naar het oosten en verzwakte op 29 september tot een tropische storm. Jeanne koerste af op de Azoren en landde daar op 1 oktober als tropische depressie Jeanne, die haar tropische kenmerken aan het verliezen was. Na over de Azoren te zijn getrokken, werd Jeanne een extratropische depressie, die op 4 oktober nog windkracht 8 bracht boven de Portugese kust.

### Orkaan Karl
Tropische depressie 11 kwam voort uit een niet tropisch lagedrukgebied, dat op 21 september van de Amerikaanse oostkust naar het oosten trok. De volgende dagen trok zij verder oostwaarts en begon meer en meer convectie te vertonen. Op 23 september vormde zich hieruit tropische depressie 11 op 90 km ten westnoordwesten van Bermuda. Op 24 september, 12 uur later promoveerde tropische depressie 11 tot tropische storm Karl. Karl wist zich beter te organiseren met symmetrische convectie en uitstoot en een goed georganiseerd centrum, waardoor Karl aan kracht toenam. Karl promoveerde op 25 september tot orkaan en vanaf dat moment bestonden orkaan Georges, orkaan Jeanne en orkaan Ivan naast elkaar in hetzelfde bassin en dit zou duren totdat Ivan de volgende dag tot tropische storm zou degraderen. Op 27 september bereikte Karl zijn hoogtepunt als orkaan van de tweede categorie met windsnelheden tot 167 km/uur. Daarna nam de stroming in de atmosfeer meer en meer toe en verzwakte Karl. Op 28 september versnelde Karl zijn koers naar het noordoosten en degradeerde tot tropische storm boven koeler wordend water. Nog dezelfde dag verloor Karl zijn tropische kenmerken en zijn restanten losten op 29 september ten zuiden van Ierland op.

### Orkaan Lisa
Tropische depressie 12 vormde zich halverwege de Kaapverdië en de Bovenwindse Eilanden op 5 oktober uit een tropische onweersstoring, die naar het noordwesten trok. Een paar uur later promoveerde tropische depressie 12 tot tropische storm Lisa, ondanks stroming in de atmosfeer ten gevolge van een lagedrukgebied op grote hoogte ten noordwesten van haar. Dit lagedrukgebied verzwakte ook een rug van hoge druk ten noorden van Lisa, zodat Lisa kon bijdraaien naar het noorden en later naar het noordoosten. De stroming werd minder en Lisa passeerde het lagedrukgebied aan haar westflank, terwijl aan haar oostflank er een hogedrukgebied was ontstaan met een druk van 1032 mbar. Door het grote drukverschil en de afname van stroming in de atmosfeer bereikte Lisa op 9 september orkaankracht met 118 km/uur. Daarna verloor Lisa boven het noorden van de Atlantische Oceaan haar tropische kenmerken.

### Orkaan Mitch

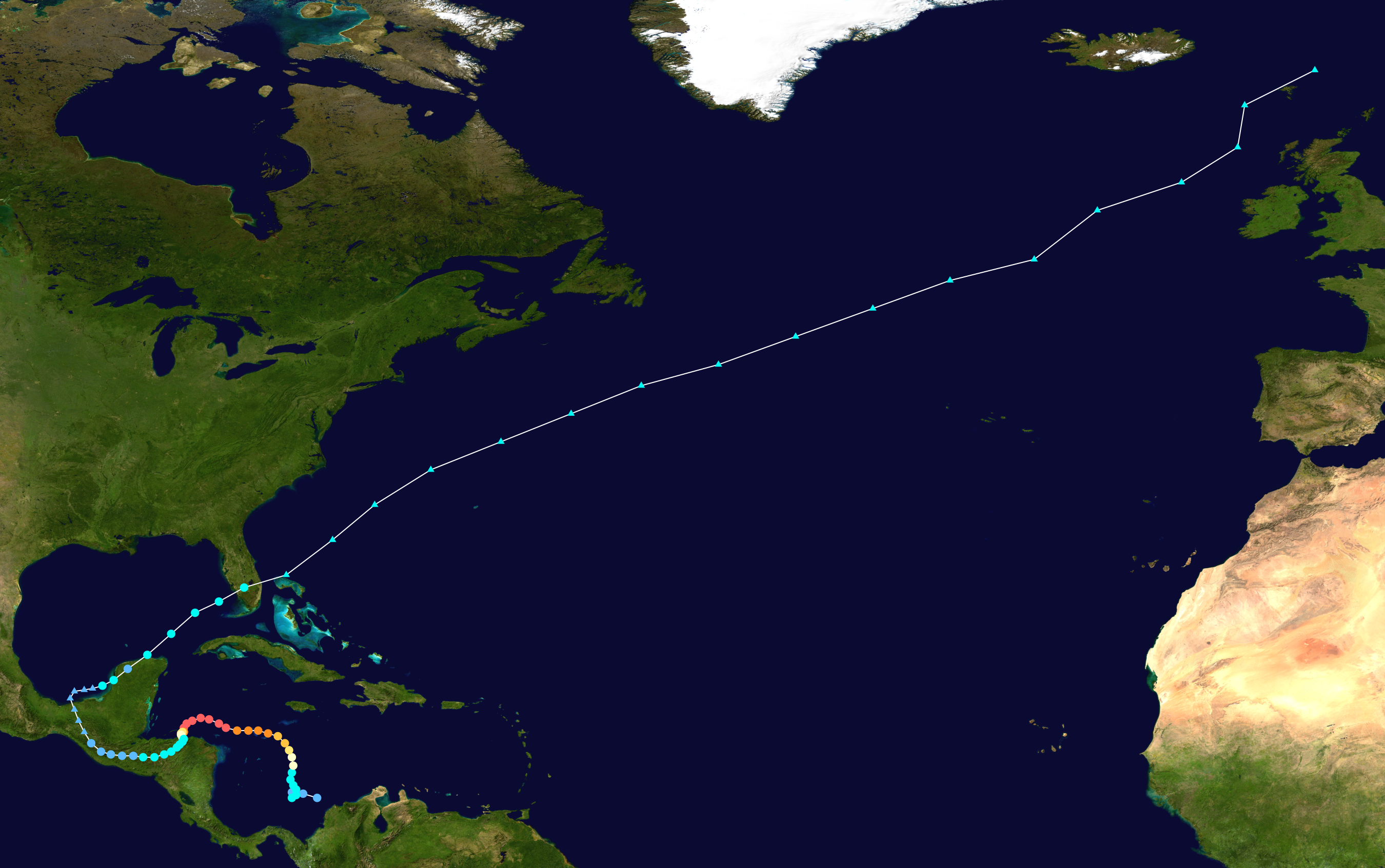
De weg die Mitch aflegde. Verklaring: cirkel: tropische cycloon, vierkant: extratropische cycloon, driehoek: resterende gesloten circulatie, zonder convectie. Kleuren: lichtblauw: tropische depressie, groen: tropische storm, wit categorie 1 orkaan, lichtgeel: categorie 2, geel: categorie 3, oranje: categorie 4, rood: categorie 5.

Orkaan Mitch was een van de zwaarste orkanen ooit met windsnelheden tot 290 km/uur. De tropische onweersstoring, die tot Mitch zou uitgroeien, vertrok op 10 oktober van de Afrikaanse kust naar het westen. De storing kwam pas tot ontwikkeling boven de Caraïbische Zee, toen vanaf 20 oktober de convectie zich meer en meer ordende. Op 22 oktober ontstond tropische depressie 13 op 650 km ten zuiden van Kingston, Jamaica. Tropische depressie 13 trok langzaam naar het westen en promoveerde dezelfde dag tot tropische storm Mitch. Een lagedrukgebied op grote hoogte ten noorden van Mitch hield hem bijna stationair en verhinderde aanvankelijk zijn ontwikkeling. Het lagedrukgebied verzwakte, waardoor Mitch trok noordwaarts en won aan kracht. Op 24 oktober promoveerde Mitch tot orkaan op 450 km ten zuiden van Jamaica, waarna Mitch snel aan kracht toenam. Binnen 24 uur zakte de druk in het centrum van Mitch met 52 mbar tot 924 mbar.
Op 26 oktober bereikte Mitch zijn dieptepunt met windsnelheden tot 280 km/uur en een luchtdruk van 905 mbar; tot Wilma in 2005 de orkaan met de laagste luchtdruk in de maand oktober. Op 27 oktober landde Mitch op las Islas de Santanilla (de zwaneneilanden). Daarna boog Mitch zéér langzaam af naar het westzuidwesten, het zuidwesten en het zuiden, richting de kust van Honduras. Omdat Mitch circulatie steeds meer interageerde met het Midden-Amerikaanse vasteland, begon Mitch héél langzaam te verzwakken en op 29 oktober landde Mitch als minimale categorie 2 orkaan nabij La Ceiba, Honduras.
Op 30 oktober degradeerde Mitch tot tropische storm en de volgende dag tot tropische depressie, maar Mitch bewoog zich nauwelijks naar het zuiden. Het was juist dit langzame geslenter, dat Mitch zo dodelijk maakte. Honduras, Nicaragua, El Salvador en Guatemala werden door Mitch zwaar getroffen. Mitch verloor zijn convectie, maar niet zijn circulatie, wat betekende dat Mitch écht al zijn vocht had uitgeknepen zonder veel van plaats te veranderen. Dit had immense hoeveelheden regen tot gevolg, tot meer dan 900 mm op sommige plaatsen. Dit veroorzaakte op grote schaal overstromingen, aardverschuivingen en modderstromen, waardoor er ten minste 11.000 stierven en nog eens 11.000 mensen werden vermist. Tienduizenden huizen werden weggevaagd. Dorpen van de kaart geveegd. Een windjammer, The Fantome; een schoener met 4 masten en 31 opvarenden, verging met man en muis.
Op 1 november verloor Mitch al zijn convectie nabij de grens tussen Mexico en Guatemala. De circulatie die van Mitch overbleef werd boven de Golf van Campeche met convectie opnieuw leven in geblazen en op 3 november ontstond hieruit tropische storm Mitch, die de volgende dag landde op het schiereiland Yucatán. Mitch werd boven land heel even een tropische depressie, maar promoveerde opnieuw tot tropische storm boven de Golf van Mexico. Mitch werd door een frontale zone boven de Golf van Mexico snel naar het noordoosten getrokken en landde als zware tropische storm met windsnelheden van meer dan 100 km/uur op 5 november voor de laatste keer nabij de stad Naples in Florida. Na het schiereiland over te hebben gestoken, verloor Mitch zijn tropische kenmerken en de extratropische depressie Mitch loste ten slotte op 9 november op ten noorden van Groot-Brittannië.

### Orkaan Nicole
Nicole kwam voort uit een niet-tropische stormdepressie, die ten zuiden van de Canarische Eilanden tropische kenmerken aannam, zodat de storm op 24 november werd gepromoveerd tot tropische storm Nicole. Nicole trok naar het westzuidwesten en nam snel toe tot windsnelheden tot 110 km/uur. Echter een trog van lage druk trok over Nicole heen en liet haar gehavend en bijna zonder convectie achter. Op 24 november degradeerde zij tot tropische depressie en haar situatie werd zo uitzichtloos geacht, dat het National Hurricane Center zijn waarschuwingen en besprekingen over Nicole staakten. Echter de rug van hoge druk die de trog volgde, kwam boven Nicole te liggen, wat haar uitstroom, en daarmee het opnieuw op gang brengen van de convectie sterk bevorderde.
Op 27 november werd Nicole opnieuw een tropische storm en de waarschuwingen en besprekingen moesten worden hervat. Nicole draaide voor een koufront uit, naar het noorden en later naar het noordoosten. Op 1 december promoveerde Nicole, mede door abnormaal warm zeewater tot een sterke orkaan van de eerste categorie met windsnelheden tot 140 km/uur en een druk van 979 mbar. Doordat Nicole snel naar het noordoosten trok, verloor zij nog dezelfde dag haar tropische kenmerken. Slechts 5 andere tropische cyclonen promoveerden tot orkaan in de maand december; Epsilon in 2005, orkaan Lili in 1984, Alice II in 1954 orkaan 2 in 1925 en orkaan 18 in 1887.

## Namen
De lijst met namen voor 1998 was dezelfde als die van 1992, met dat verschil, dat Alex in de plaats van Andrew was gekomen. De Lijst werd opnieuw gebruikt in 2004, met uitzondering van Georges en Mitch, die van de lijst werden geschrapt en vervangen werden door Gaston en Matthew. De namen Alex, Lisa en Mitch en Nicole werden voor het eerst gebruikt. Voor Mitch was dat de eerste en de laatste keer.
| - Alex - Bonnie - Charley - Danielle - Earl - Frances - Georges | - Hermine - Ivan - Jeanne - Karl - Lisa - Mitch - Nicole | - Otto (niet gebruikt) - Paula (niet gebruikt) - Richard (niet gebruikt) - Shary (niet gebruikt) - Tomas (niet gebruikt) - Virginie (niet gebruikt) - Walter (niet gebruikt) |